# 牛野ダム
牛野ダム（うしのダム）は、宮城県黒川郡大衡村、一級河川・鳴瀬川水系善川に建設された県営ダムで、吉田川の治水と大衡村等の耕作地への灌漑用水供給を目的としている。

## 概要・歴史
- 1972年（昭和47年） 完成
- 「牛野ダムの湖面利用」に関しては宮城県によってルールが定められている[2]。

## 周辺
ダム湖の周囲は湖畔公園となっており、キャンプ場もある。桜の名所でもあり、春の桜・夏のキャンプ・秋の紅葉と3シーズンを通して、行楽客が集まる。

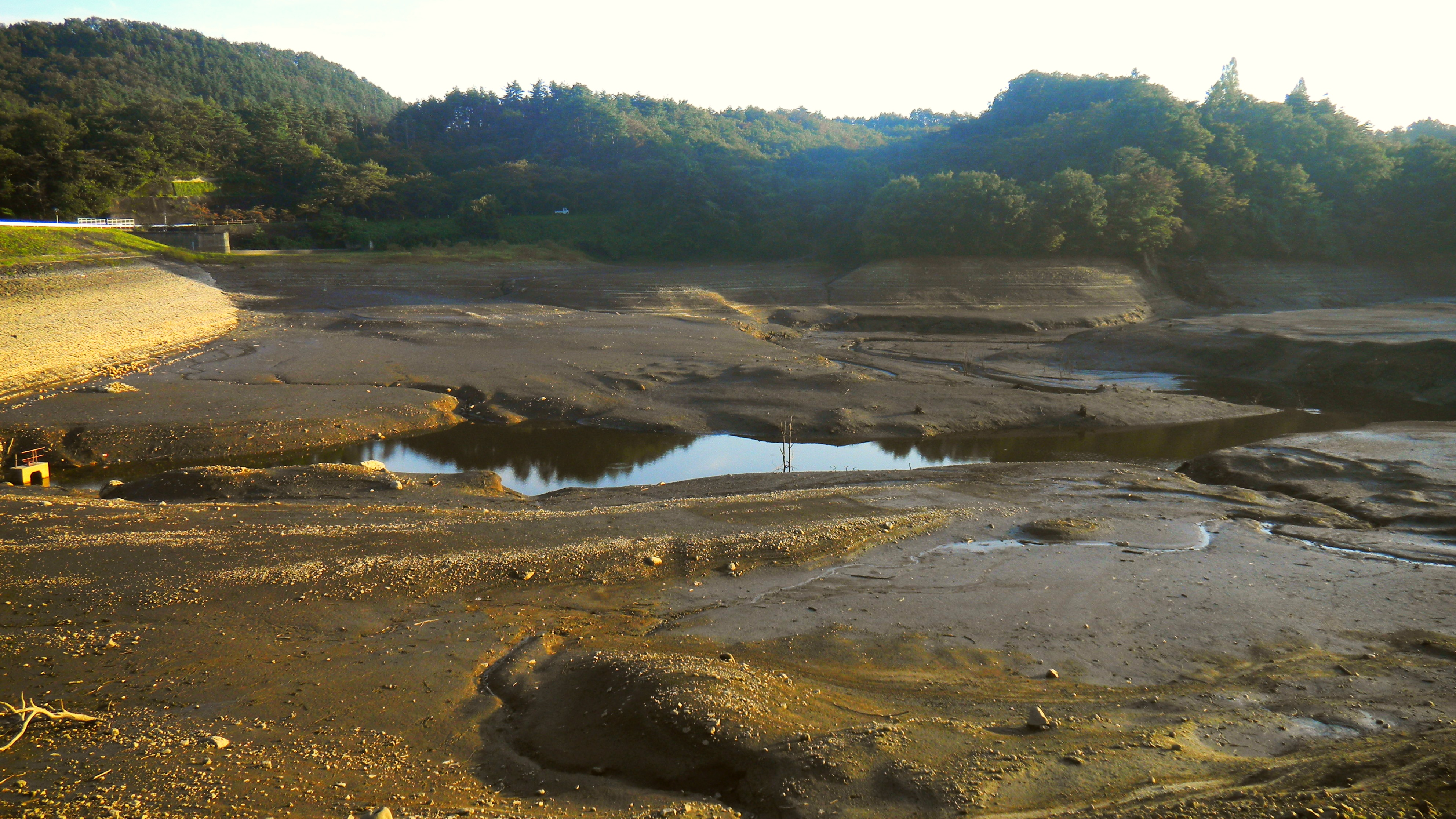
渇水した牛野ダム

ダム下に、パークゴルフ場があり、その地点の海抜は73mである。
牛野ダムキャンプ場は、テントサイト料無料で、無料駐車場（普通車20台）、炊事場や、バリアフリーの車椅子対応トイレが有る。